# Макажуба
Макажуба (порт. Macajuba)  —  муниципалитет в Бразилии, входит в штат Баия. Составная часть мезорегиона Северо-центральная часть штата Баия. Входит в экономико-статистический микрорегион Итабераба. Население составляет 12 200 человек на 2006 год. Занимает площадь 707,098 км². Плотность населения — 17,3 чел./км².
Праздник города —  2 июля.

## История
Город основан 2 июля 1906 года.

## Статистика
- Валовой внутренний продукт на 2003 год составляет 24 808 769,00 реалов (данные: Бразильский институт географии и статистики).
- Валовой внутренний продукт на душу населения на 2003 год составляет 2090,74 реалов (данные: Бразильский институт географии и статистики).
- Индекс развития человеческого потенциала на 2000 год составляет 0,590 (данные: Программа развития ООН).